# 港大同學會小學
港大同學會小學（英語：Hong Kong University Graduates Association Primary School）由香港大學畢業同學會於2002年9月創辦，位於香港東區柴灣怡盛街9號。它是港島第一所的直資全日制男女校小學，其校訓為「明德惟志、格物惟勤」。
校舍是一間千禧校舍。

## 外部連結
- 港大同學會小學網站 （页面存档备份，存于）
- 香港大學畢業同學會教育基金網站 （页面存档备份，存于）
- 港大同學會小學 多元教學模式 走出課室學習-信報 （页面存档备份，存于）
- 港大同學會面試不收Portfolio 小一學校巡禮　港大同學會面試不收Portfolio-香港經濟日報
- 港大同學會小學 三個 I 的目標-兒童尖子教育iKid （页面存档备份，存于）